# Smarty
Smarty — це компілюючий обробник шаблонів до PHP. Надає інструменти, які дозволяють домогтися відділення прикладної логіки й даних від відображення. Це дуже зручно в ситуаціях, коли програміст і верстальник шаблону працюють окремо.

## Можливості
Smarty дозволяє:
- Створювати функції та модифікатори користувача.
- Використовувати роздільники тегів шаблону.
- Включати PHP-код прямо в шаблон.
- Користувальницькі функції кешування.
- Використання компонентної архітектури.

Для спрощення створення масштабованих вебзастосунків в Smarty вбудований механізм кешування.

## Механізм дії
Smarty читає файли шаблонів та створює PHP-код на їх основі. Код створюється один раз і потім лише виконується тому немає необхідності обробляти файл шаблона для кожного запиту та кожний шаблон може користуватися всіма перевагами розширень PHP для кешування байт-коду, таких як eAccelerator [Архівовано 3 травня 2019 у Wayback Machine.] або PHP Accelerator [Архівовано 15 березня 2016 у Wayback Machine.]. Smarty став, ймовірно, першою шаблонною бібліотекою, яка використала такий механізм. Пізніше з'явилося безліч аналогів, що використовують як smarty-подібний синтаксис шаблонів (Twig [Архівовано 1 вересня 2011 у Wayback Machine.] або Quicky [Архівовано 7 січня 2014 у Wayback Machine.]), так й інші підходи до синтаксису шаблонів.
Компіляція шаблонів дозволяє досягти продуктивності, порівнянної з продуктивністю PHP-шаблонів, написаних вручну.
Конструкції if/elseif/else/e передаються обробникові PHP, так що синтаксис виразу {if… } може бути натільки простим або складним, наскільки це потрібно. Можливо необмежене вкладення секцій, умов і т. д.

## Приклад коду
HTML-сторінка з тегами Smarty:
```
<!DOCTYPE html PUBLIC "-//W3C//DTD XHTML 1.1//EN" "http://www.w3.org/TR/xhtml11/DTD/xhtml11.dtd">

<
html
>

<
head
>

  
<
title
>
{$title_text}
</
title
>

  
<
meta
 
http-equiv
=
"content-type"
 
content
=
"text/html; charset=iso-8859-5"
 
/>

</
head
>

<
body
>
 {* коментар, якого не буде в HTML коді *} 

<
p
>
{$body_text}
</
p
>

</
body
>
<!--коментар, який буде в HTML коді-->

</
html
>

```

Логіка роботи PHP-скрипту нижче:
```
define
(
'SMARTY_DIR'
,
 
'smarty-2.6.22/'
);

require_once
(
SMARTY_DIR
.
 
'Smarty.class.php'
);

$smarty
 
=
 
new
 
Smarty
();

$smarty
->
template_dir
 
=
 
'./templates/'
;

$smarty
->
compile_dir
 
=
 
'./templates/compile/'
;

$smarty
->
cache_dir
 
=
 
'./templates/cache/'
;

$smarty
->
caching
 
=
 
false
;

$smarty
->
error_reporting
 
=
 
E_ALL
;
 
// LEAVE E_ALL DURING DEVELOPMENT

$smarty
->
debugging
 
=
 
true
;

$smarty
->
assign
(
'title_text'
,
 
'TITLE: Приклад використання Smarty...'
);

$smarty
->
assign
(
'body_text'
,
 
'BODY: Це текст, виведений ф-цією assign() '
);

$smarty
->
display
(
'index.tpl'
);

```